# Dulcício (governador)
Dulcício (em latim: Dulcitius) foi um oficial romano do séculos III e IV, ativo durante o reinado dos imperadores Diocleciano (r. 284–305) e Maximiano (r. 285–305). Foi governador de Aquileia, embora é impreciso o momento. Há a possibilidade de ter exercido função em 286 ou 305.